# Opcja swapowa
Opcja swapowa, swapcja (ang. swaption) – jeden z instrumentów pochodnych. Swapcje dają prawo, ale nie nakaz, nabycia swapu. Opcje mogą być wystawiane na każdy rodzaj swapu, lecz w większości wystawiane są opcje na swap stopy procentowej.
Występują trzy rodzaje swapcji:
- amerykańska opcja na swap, która pozwala na zajęcie pozycji w swapie w okresie do wygaśnięcia
- europejska opcja na swap, która pozwala na wykonanie opcji tylko w momencie wygaśnięcia opcji
- bermudzka opcja na swap, która pozwala na zajęcie pozycji w swapie tylko w ściśle określonych momentach.